# Rakkurirovanjärvet
Rakkurirovanjärvet är varandra näraliggande sjöar i Kiruna kommun i Lappland som ingår i Torneälvens huvudavrinningsområde.
- Rakkurirovanjärvet (Jukkasjärvi socken, Lappland, 753554-176943), sjö i Kiruna kommun, 67°47′11″N 22°12′06″Ö / 67.7864°N 22.2016°Ö (7,19 ha)
- Rakkurirovanjärvet (Jukkasjärvi socken, Lappland, 753569-177000), sjö i Kiruna kommun, 67°47′14″N 22°12′45″Ö / 67.7873°N 22.2125°Ö (5,65 ha)